# Céline Person
Céline Person, née en 1973 à Nantes, est une écrivaine et autrice française.

## Biographie
Céline Person vit plusieurs années en Angleterre. Elle souhaite tout d’abord devenir professeure d'anglais, mais choisit finalement de travailler auprès de jeunes enfants. Elle collabore régulièrement pour la presse et les maisons d'édition de littérature d’enfance et de jeunesse. L'autrice aime s'inspirer des petits détails de la vie quotidienne pour rédiger ses histoires.
Elle vit et travaille à Nantes.